# Javesella salina
Javesella salina är en insektsart som först beskrevs av Haupt 1924.  Javesella salina ingår i släktet Javesella, och familjen sporrstritar. Enligt den svenska rödlistan är arten nära hotad i Sverige. Arten förekommer i Götaland, Gotland, Öland och Svealand. Artens livsmiljö är havsstränder.